# Norstedts Förlag
Norstedts Förlagsgrupp AB er en svensk koncern, der driver flere bogforlag. Norstedts förlag er Sveriges ældste endnu fungerende bogforlag og et af Sveriges største. Det grundlagdes 1823 af Per Adolf Norstedt under navnet P.A. Norstedt & Söner.

## Forlaget
Norstedts Förlagsgrupp udgøres af Norstedts, som udgiver voksenbøger, og Rabén & Sjögren, som udgiver børnebøger. Frem til 2009 udgav koncernen bøger under flere andre forlagsnavne fra forlag som gennem sammenlægninger, opkøb etc. hører med til forlagsgruppens historie, såsom Prisma, Nautiska Förlaget, Norstedts Akademiska, Tivoli, Eriksson & Lindgren, Tiden og Gammafon. Blandt forlagsnavne som koncernen er ophørt med at anvende som imprints er også AWE/Gebers og PAN.
Koncernen har cirka 160 ansatte og udgiver omkring 400 nye bøger om året. I 2009 havde den en omsætning på cirka femhundrede millioner kroner per år. Den er også medejer af et antal boglubber, såsom Barnens Bokklubb, og har andel i flere mindre bogforlag. Norstedts Förlagsgrupp ejes af Kooperativa Förbundet (KF). I marts 2010 etablerede KF et fælles forretningsområde for bog- og forlagsvirksomheden – det vil sige Akademibokhandeln og Bokus - mellem Coop og Norstedts Förlagsgrupp. Formålet var at udnytte de muligheder som findes indenfor medieområdet og møde de forandringer som sker på bogmarkedet.
Hovedkontoret er beliggende i Norstedtshuset på Riddarholmen i det centrale Stockholm. Administrerende direktør er Maria Hamrefors, som foråret 2007 efterfulgte Kjell Bohlund.
Blandt svenske forfattere som er udkommet på Norstedts, eller nogle af de ovennævnte forlag, kan blandt andet nævnes Hjalmar Gullberg, Maria Lang, Stig Dagerman, Birgitta Stenberg, Pär Rådström, Elsa Grave, Ingmar Bergman, Per Olov Enquist, Agneta Pleijel, Torgny Lindgren, Sigrid Combüchen, Anders Ehnmark, Mikael Niemi, Majgull Axelsson, Torbjörn Flygt, Carl-Henning Wijkmark, Jonas Hassen Khemiri, Frans G. Bengtsson, Kjell Espmark, Per Odensten, Jonas Gardell og Jan Guillou.
Forlagets udenlandske forfattere tæller bl.a. nobelpristagere som Mario Vargas Llosa, Jean-Marie Gustave Le Clézio, Orhan Pamuk, Imre Kertész og Claude Simon, samt andre kendte forfattarskaber som Graham Greene, Suzanne Brøgger, J.R.R. Tolkien, Isabel Allende og J.K. Rowling.
Som ordbogsforlag har Norstedts haft en ledende stillning i Sverige, ikke mindst som udgiver af Svenska Akademiens ordlista över svenska språket, men også takket være andre store og regelmæssigt opdaterede ordbogsværker. Norstedts ordbøger findes siden 2008 også som webtjenste, ord.se.
I 2008 købte Norstedts Lantmäteriverkets afdeling for kommercielle kortprodukter.

## Historie
Forlaget startede ved at Per Adolf Norstedt opkøbte J.P. Lindhs Enkes Trykkeri 1821; dette trykkeri havde rødder i Kungliga Tryckeriet som grundlagdes 1526. 1823 optog han sine sønner Carl og Adolf Norstedt i forlaget, og foretagendet antog da navnet P.A. Norstedt & Söner. 1833 blev det kongeligt bogtrykkeri.
Da ingen af sønnerne fik arvinger, overgik firmaet til grundlæggerens broderdatter Emilia Norstedt, gift med grosseren Gustaf Philip Laurin (1808–1859). Efter dennes bortgang videreførtes virksomheden af sønnerne Gösta Laurin (1836–1879), Carl Laurin (1840–1917) og Albert Laurin (1842–1878). Carl Laurin, som var civilingeniør, udviklede sætteriets teknik og trykkeriet på Norstedt og var desuden økonomidirektør i familieforetagendet.

## Bogklubber
- helejede (Norstedts Bokklubbar)
  - Böckernas Klubb (1988, varieret udbud)
  - Bokklubben Hem & Trädgård (2001, havebrug og gør-det-selv)
  - Bokklubben Mat & Njutning (2003, mad og drikke)
  - Nautiska Bokklubben (1991, bådliv)
- delejede
  - Månadens Bok (1973, varieret udbud fra flere forlag, Sveriges største månedsboglub)
  - Clio (1987, historie, uddeler Cliopriset, medejet af Bokförlaget Atlantis AB)
  - Pablo (1999, kunst, datterselskab til Clio, delejet af Bokförlaget Atlantis AB)
  - Barnens Bokklubb (1977, tre delklubber for forskellige aldersgrupper, medejet af Bokförlaget Opal)